# Махачев, Ислам Рамазанович
Исла́м Рамаза́нович Маха́чев (род. 27 октября 1991, Махачкала, Дагестанская АССР) — российский боец смешанных боевых искусств дагестанского происхождения, выступающий под эгидой UFC в лёгком весе. Бывший чемпион UFC в лёгком весе.
Занимает 2 строчку официального рейтинга UFC вне зависимости от весовой категории (англ. pound-for-pound). и занимает 1 строчку официального рейтинга UFC в лёгком весе.. Двукратный чемпион России по боевому самбо (2014, 2016), чемпион мира по боевому самбо (2016). Мастер спорта России международного класса (2016 — боевое самбо).

## Биография
Ислам родился в Махачкале, живет в Новом Хушете

### Учёба
Учился в 38-й городской школе в одном классе с Абубакаром Нурмагомедовым. По состоянию на 2023 год, Махачев является магистрантом Пятигорского филиала РЭУ им. Г. В. Плеханова.

### Первые шаги в спорте
В детстве занимался тхэквондо и ушу-саньда. Вместе с ним в секции ушу-саньда тренировались Шамиль Завуров, Абубакар и Хабиб Нурмагомедов. Четыре года занимался ушу-саньда. За это время успел выиграть любительские соревнования. После переезда семьи в Новый Хушет вынужден был оставить этот вид спорта. После этого на два года задержался в футболе, где принял участие в первенстве республики среди сельских команд. В дальнейшем год занимался вольной борьбой.

## Карьера в боевом самбо
Ислам Махачев стал трёхкратным чемпионом Дагестана и двукратным чемпионом России по боевому самбо. В 2014 году должен был поехать на чемпионат мира, но из-за проблем с сердцем, он не смог принять там участие. В 2016 году он поехал и выиграл чемпионат мира. На соревнованиях в Софии Исламу не было равных — в поединках с ним его соперники не заработали ни одного балла. В финале со счётом 7:0 Махачев одолел Валентина Бенишева, представлявшего Болгарию. Что интересно, Ислам поехал на мировой форум втайне от UFC. Через несколько часов после победы в турнире Ислам улетел в Нью-Йорк, на бой Хабиба Нурмагомедова.

## Карьера в смешанных единоборствах

### М-1 Global
Махачев дебютировал на M-1 Global против Тенгиза Кучуа 12 февраля 2011 года и выиграл бой нокаутом в первом раунде. Во втором бою Махачев столкнулся с соперником из Франции Мансуром Барнауи (Mansour Barnaoui), 9 апреля, 2013 года на M-1 Challenge 38. Он выиграл бой единогласным решением судей. Далее Махачев встретился с бразильским бойцом, обладателем чёрного пояса по джиу-джитсу Рандером Джунио 21 августа 2013 года на M-1 Challenge 41 и одержал победу единогласным решением судей. В Таргиме (Республика Ингушетия) в рамках турнира M-1 Challenge 49 Ислам выиграл болевым приёмом на руку (рычаг локтя) у Юрия Ивлева. В последнем по контракту бою в M-1 Ислам Махачев встретился с опытным бойцом из Хорватии Ивицей Трушчеком на турнире M-1 Challenge 52 в Санкт-Петербурге. Ислам доминировал в бою и в третьем раунде вынудил сдаться соперника удушающим приёмом (обратный треугольник).

### Ultimate Fighting Championship
2 октября 2014 года Махачев подписал контракт с UFC на четыре боя. 23 мая 2015 года Махачев победил Лео Кунца на UFC 187 удушающим приёмом во втором раунде.
3 октября 2015 на турнире UFC 192 — Cormier vs. Gustafsson Махачев встретился с Адриану Мартинсом. Уже на второй минуте первого раунда Мартинс пробил удар с правой руки в челюсть Махачеву и отправил его в нокаут. Таким образом, Махачев потерпел первое и пока что единственное поражение за свою карьеру.
В апреле 2016 года был отстранён от участия в соревнованиях в связи с употреблением допинга. В июле того же года Американское антидопинговое агентство (USADA) установило, что Махачев употреблял мельдоний в небольших количествах и в течение короткого промежутка времени во время лечения аритмии сердца.
17 сентября 2016 года победил единогласным решением Криса Уэйда.
20 апреля 2019 года Ислам единогласным решением судей победил соотечественника Армана Царукяна.
7 сентября 2019 года, на турнире UFC 242 с главным боем Хабиб — Порье, Махачев победил Дави Рамуса единогласным решением судей.
В феврале 2022 года спортсмен заявил, что босс UFC Дэйна Уайт позвонил и пообещал, что он будет драться за титул UFC в лёгком весе.
Позже прокомментировал теоретический бой с Конором Макгрегором. Спортсмен заявил, что Макгрегору будет тяжело достигнуть лёгкого веса и ему вообще лучше драться со старыми людьми ради денег, потому что «Он целыми днями пьет».
3 ноября 2022 года Глава Дагестана Сергей Меликов наградил Махачева орденом «За заслуги перед Республикой Дагестан».
22 октября 2022 года на турнире UFC 280 в поединке с Чарльзом Оливейрой завоевал вакантный титул чемпиона UFC в лёгком весе. Этот бой признан «Выступлением вечера».
12 февраля 2023 года провёл первую защиту своего титула, победив единогласным решением судей Александра Волкановски на турнире UFC 284 в австралийском городе Перт.
Вёл победную серию из 12 побед подряд.
21 октября 2023 года провёл вторую защиту чемпионского титула, победив нокаутом Александра Волкановски в первом раунде на турнире UFC 294 в Абу-Даби (ОАЭ). За бой Махачев получил бонус «лучшее выступление вечера».

## Награды и звания
- Орден «За заслуги перед Республикой Дагестан» (31 октября 2022) — за большие заслуги в развитии физической культуры и спорта, за высокие спортивные достижения[18];
- Орден Почёта Республики Дагестан III степени (3 ноября 2023) — за заслуги в области физической культуры и спорта, высокие спортивные достижения[19];
- Мастер спорта России международного класса по боевому самбо (2016)[20];
- Медаль «Сали Сулейман» (2023)[21][22].

## Титулы и достижения

### Смешанные единоборства
- Ultimate Fighting Championship
  - Обладатель премии «Лучший бой вечера» (трижды) против Армана Царукяна, Александра Волкановски и Дастина Порье.
  - Чемпион UFC в лёгком весе (один раз; бывший)
    - Освободил титул из-за перехода в полусредний вес

  - Обладатель премии «Выступление вечера» (трижды) против Чарльза Оливейры, Александра Волкановски и Дастина Порье
  - Четыре успешные защиты титула против Александра Волкановски (дважды) ,Дастина Порье и Ренато Мойкано
  - Рекорд по количеству последовательных защит титула в истории лёгкого веса (4)
  - Наибольшая серия побед в истории UFC в лёгком весе (14).

### Самбо
- Федерация боевого самбо России
  - Двукратный чемпион России: 2014, 2016
  - трёхкратный чемпион Дагестана по боевому самбо
- Международная федерация боевого самбо
  - Чемпион мира: 2016

## Статистика в ММА
| Боёв 28  | Побед 27 | Поражений 1 |
| -------- | -------- | ----------- |
| Нокаутом | 5        | 1           |
| Сдачей   | 13       | 0           |
| Решением | 9        | 0           |

| Результат | Рекорд | Соперник              | Способ                                 | Турнир                                     | Дата             | Раунд | Время | Место                      | Примечание |
| --------- | ------ | --------------------- | -------------------------------------- | ------------------------------------------ | ---------------- | ----- | ----- | -------------------------- | --- |
| Победа    | 27-1   | Ренато Мойкано        | Сдача (д’Арс)                          | UFC 311                                    | 18 января 2025   | 1     | 4:05  | Инглунд, Лос-Анджелес, США | Защитил (4) титул чемпиона UFC в лёгком весе. Поставил рекорд по последовательным защитам титула в лёгком весе |
| Победа    | 26-1   | Дастин Порье          | Сдача (д’Арс)                          | UFC 302                                    | 1 июня 2024      | 5     | 2:42  | Ньюарк, США                | Защитил (3) титул чемпиона UFC в лёгком весе. «Лучший бой вечера» (3); «Выступление вечера» (3)                |
| Победа    | 25-1   | Александр Волкановски | KO (удар ногой в голову и добивание)   | UFC 294                                    | 21 октября 2023  | 1     | 3:06  | Абу-Даби, ОАЭ              | Защитил (2) титул чемпиона UFC в лёгком весе. «Выступление вечера» (2)                                         |
| Победа    | 24-1   | Александр Волкановски | Единогласное решение                   | UFC 284                                    | 11 февраля 2023  | 5     | 5:00  | Перт, Австралия            | Защитил (1) титул чемпиона UFC в лёгком весе. «Лучший бой вечера» (2); «Бой года» (1)                          |
| Победа    | 23-1   | Чарльз Оливейра       | Сдача (ручной треугольник)             | UFC 280                                    | 22 октября 2022  | 2     | 3:16  | Абу-Даби, ОАЭ              | Завоевал вакантный титул чемпиона UFC в лёгком весе.«Выступление вечера» (1)                                   |
| Победа    | 22-1   | Бобби Грин            | TKO (удары руками)                     | UFC Fight Night: Махачев vs. Грин          | 26 февраля 2022  | 1     | 3:23  | Лас-Вегас, США             | Бой в промежуточном весе.                                                                                      |
| Победа    | 21-1   | Дэн Хукер             | Болевой приём (кимура)                 | UFC 267                                    | 30 октября 2021  | 1     | 2:25  | Абу-Даби, ОАЭ              | |
| Победа    | 20-1   | Тиагу Мойзес          | Сдача (удушение сзади)                 | UFC Fight Night: Makhachev vs. Moises      | 18 июля 2021     | 4     | 2:38  | Лас-Вегас, США             | |
| Победа    | 19-1   | Дрю Добер             | Удушающий приём (ручной треугольник)   | UFC 259                                    | 7 марта 2021     | 3     | 1:37  | Лас-Вегас, США             | |
| Победа    | 18-1   | Дави Рамус            | Единогласное решение                   | UFC 242 — Khabib vs. Poirier               | 7 сентября 2019  | 3     | 5:00  | Абу-Даби, ОАЭ              | |
| Победа    | 17-1   | Арман Царукян         | Единогласное решение                   | UFC Fight Night 149 — Overeem vs. Oleynik  | 20 апреля 2019   | 3     | 5:00  | Санкт-Петербург, Россия    | «Лучший бой вечера» (1)                                                                                        |
| Победа    | 16-1   | Кайан Джонсон         | Болевой приём (рычаг локтя)            | UFC on Fox 30 — Alvarez vs. Poirier 2      | 28 июля 2018     | 1     | 4:43  | Калгари, Канада            | |
| Победа    | 15-1   | Глейсон Тибау         | Нокаут (удар)                          | UFC 220 — Miocic vs. Ngannou               | 20 января 2018   | 1     | 0:57  | Бостон, США                | |
| Победа    | 14-1   | Ник Ленц              | Единогласное решение                   | UFC 208 — Holm vs. De Randamie             | 11 февраля 2017  | 3     | 5:00  | Бруклин, США               | |
| Победа    | 13-1   | Крис Уэйд             | Единогласное решение                   | UFC Fight Night 94 — Poirier vs. Johnson   | 17 сентября 2016 | 3     | 5:00  | Идальго, США               | |
| Поражение | 12-1   | Адриану Мартинс       | KO (удар)                              | UFC 192                                    | 3 октября 2015   | 1     | 1:46  | Хьюстон, Техас, США        | |
| Победа    | 12-0   | Лео Кунц              | Удушающий приём (удушение сзади)       | UFC 187 — Johnson vs. Cormier              | 23 мая 2015      | 2     | 2:38  | Лас-Вегас, США             | Дебют в UFC.                                                                                                   |
| Победа    | 11-0   | Ивица Трушчек         | Удушающий приём (обратный треугольник) | M-1 Challenge 51 — Fightspirit             | 7 сентября 2014  | 3     | 4:45  | Санкт-Петербург, Россия    | |
| Победа    | 10-0   | Юрий Ивлев            | Болевой приём (рычаг локтя)            | M-1 Challenge 49 — Battle in the Mountains | 7 июня 2014      | 1     | 3:10  | Таргим, Россия             | |
| Победа    | 9-0    | Рандер Джунио         | Единогласное решение                   | M-1 Global — M-1 Challenge 41              | 21 августа 2013  | 3     | 5:00  | Санкт-Петербург, Россия    | |
| Победа    | 8-0    | Мансур Барнауи        | Единогласное решение                   | M-1 Challenge 38 — Spring Battle           | 9 апреля 2013    | 3     | 5:00  | Санкт-Петербург, Россия    | Дебют в M-1 Global.                                                                                            |
| Победа    | 7-0    | Анатолий Кормилкин    | Болевой приём (рычаг локтя)            | Lion’s Fights 2 — Battle of Two Capitals   | 2 сентября 2012  | 1     | 3:17  | Санкт-Петербург, Россия    | |
| Победа    | 6-0    | Мигель Григорян       | Удушающий приём (удушение сзади)       | SFC — Siberian Fighting Championship 1     | 15 декабря 2011  | 1     | 4:25  | Томск, Россия              | |
| Победа    | 5-0    | Владимир Егоян        | Раздельное решение                     | ProFC — Union Nation Cup Final             | 2 июля 2011      | 2     | 5:00  | Ростов-на-Дону, Россия     | |
| Победа    | 4-0    | Магомед Ибрагимов     | Удушающий приём (треугольник)          | TFC 5 — Tsumada Fighting Championship      | 1 июля 2011      | 2     | 3:15  | Агвали, Россия             | |
| Победа    | 3-0    | Мартирос Грегорян     | Технический нокаут (удары)             | ProFC — Union Nation Cup 15                | 6 мая 2011       | 1     | 2:52  | Симферополь, Украина       | |
| Победа    | 2-0    | Тенгиз Кучу           | Нокаут (удар)                          | M-1 Selection Ukraine 2010 — The Finals    | 12 февраля 2011  | 1     | 0:30  | Киев, Украина              | |
| Победа    | 1-0    | Магомед Бикбулатов    | Единогласное решение                   | TFC 4 — Tsumada Fighting Championship      | 1 августа 2010   | 2     | 5:00  | Агвали, Россия             | |

## Семья
Ислам Махачев по национальности — лакец. Отец Ислама — Рамазан Махачев. Он родом из села Бурши Лакского района. Махачев-старший работал водителем. А ещё в семье был небольшой бизнес — овощные парники. Мать, Зейнаб — домохозяйка. Отец Зейнаб родом из села Хулисма Лакского района. Старшего брата зовут Курбанисмаил.
8 апреля 2021 года в банкетном зале Аль-Фирай в Махачкале состоялась свадьба Ислама.

## Отношение к религии
Ислам Махачев — мусульманин.
Весной 2023 года в г. Москва возникла спорная ситуация по поводу строительства мечети, на святом для православных верующих месте. Так, боец MMA Максим Дивнич публично высказался против строительства мечети. Ислам Махачев в достаточно резкой и осуждающей форме поддержал идею строительства. Он опубликовал фото молящихся на улице мусульман с надписью: «Сколько бы не препятствовали постройкам мечетей всякие Дивничи и ему подобные, мечетей и мусульман будет все больше!!!».
В итоге строительство мечети было решено перенести в другое место.

## Социальные сети Махачева
Аккаунт бойца в Instagram насчитывает более 8 миллионов человек. Также у него есть Twitter, где на него подписано более 400 тысяч человек.